# Михайлово чудо
Миха́йлово чу́до — день народного календаря у славян, приходящийся на 6 (19) сентября, и посвящённый Чуду архангела Михаила. Считалось, что этот день является рубежом первых утренних заморозков. День осенней братчины.

## Другие названия
рус. Чудо архистратига Михаила, Чуды, Чудо, Михаил-чудо, Первая братчина, Михайлов день, Михайловские утренники, Михайловские заморозки, Первые Михайловские морозы; бел. Цуда, Чуда, Цуды, Міхайла, укр. Михаила Чудотворця, полес. Чудо, Чудо-Михайло, Чудо Михайлово; серб. Ранђел Други, Ранђелица.

## Обряды восточных славян
В этот день повсеместно проходили братчины — сельские праздники, где решались внутренние вопросы сельского общества. По своей значимости они занимали второе место после Никольской. В иных местах братчину проводили через день — на Осенние оспожинки.
В древнее время[когда?] на мирских сходках решались семейные и частные дела. После примирений предлагались взаимные угощения, переходящие как бы в особое празднество, известное под именем братчин, где водворялось дружество, миролюбие и братство.
Крестьяне называли общину «миром», или «обществом» («обчеством»). Официально, в бумагах властей и помещиков, тоже писали обычно «общество», а не община.
Община решала вопросы в интересах крестьян, насколько это было возможно в конкретных условиях. При этом ей нужно было постоянно учитывать и интересы отдельного хозяйства, и всей общины в целом. Необходимость постоянно решать все сложности, связанные со взаимоотношением хозяйства отдельной семьи и жизни селения в целом, общины, и создавала основу для накопления обильного социального опыта.
В эти дни поселяне ставят общим миром[где?][когда?] в церкви большую свечу и служат молебен о ниспослании на них всяких благ. После угощают за свой счёт поселян из своего околотка; остатки от стола раздают нищим; хлебные крохи бросают на воздух, чтобы нечистые духи не портили ни деревьев, ни полей.
В Свислочском районе Гродненской области Белоруссии заканчивают полевые работы и говорят: «Міхал з поля спіхаў»[страница не указана 3255 дней].
Пастухи с этого дня перестают пасти коров.[где?] Теперь хозяева сами пасут или привязывают к вбитому колу возле дома. «Пастух пасціў до Міхайла. А послі Міхайла ужэ кідае, ужэ людзі самі пасуць» (полесье).
В деревне Мотоль Брестской области на «Цуды» девушки гадали на женихов. Надо было молча пройти на перекрёсток дорог, стать на колени, девять раз прочитать молитву «Отче наш», затем оторвать листок подорожника со словами:

Ты, святой падарожнік, ты стаіш пры дарозе, бачыш старога й малого, пакажы мне мілога
Домой нужно было вернуться молча, листок подорожника положить под подушку[где?][когда?].
В Полесье в этот день могли совершаться ритуальные бесчинства.

## Поговорки и приметы
- Коровки с поля — и пастуху воля[22].
- Осиновые листья ложатся вверх лицом — к студёной зиме; изнанкой кверху — к тёплой; наполовину изнанкой, наполовину лицом – зима ожидается умеренная.
- На Михайлу нельзя работать — Бог накажет[4].
- «Не бойся матери Прэчыстой, а бойся отца Чуда»[23] (полес.).
- Что мир порядил, то Бог рассудил[24].
- На праздник и у комара сусло (и у воробья пиво)[25].